# Ибу (вулкан)
Ибу (индон. Gunung Ibu) — активный вулкан в Индонезии.
Находится на острове Хальмахера в восточной Индонезии. Высота над уровнем моря — 1325 м.
Расположен на стыке Тихоокеанской и Австралийской литосферных плит. Вулкан очень активен, последние извержение было в 2022 году.